# Anassodes mesozonalis
Anassodes mesozonalis är en fjärilsart som beskrevs av George Francis Hampson 1917. Anassodes mesozonalis ingår i släktet Anassodes och familjen mott. Inga underarter finns listade i Catalogue of Life.